# Peter Cosgrove
Peter John Cosgrove AC, MC, CNZM, avstralski general in politik, * 28. julij 1947.
Cosgrove je bil načelnik Avstralske kopenske vojske (2000–2002) in načelnik Avstralske obrambne sile (2002–2005). Med leti 2014–2019 je služil kot generalni guverner Avstralije.